# Nothobranchius eggersi
Nothobranchius eggersi е вид лъчеперка от семейство Aplocheilidae.

## Разпространение
Видът е разпространен в Танзания.